# 四騎の会
四騎の会（よんきのかい）は、 塩崎恭久・石原伸晃・渡辺喜美・根本匠4名を主体とするグループ。
「土地債権流動化トータルプラン」「金融再生トータルプラン」などを主導的に策定し、さらに「金融機能早期健全化緊急措置法」や、破綻処理の手続きを定めた「金融機能再生緊急措置法」の成立を政治的に主導して、不良債権処理の政策体系を構築するのに貢献した。小泉政権の方向性を決定付け、いわゆる「チーム安倍」をも構成した。

## 経緯
- 2001年3月13日、 塩崎恭久・石原伸晃・渡辺喜美・根本匠4名が東京都知事石原慎太郎と会食していたところ、石原都知事が「君たち、四騎の会をつくれよ」と要請[1][2]。
- 2001年3月18日、根本の地元福島県郡山市の「早春の集い」において会場に4千人ほどの聴衆を集めた中、塩崎・石原・渡辺・根本4人のバトルトークの後、「四騎の会」を立ち上げたことを宣言し、一人ずつ紹介され、拍手喝采される。石原曰く「全国紙に報道されたことから、野中広務元幹事長や古賀誠幹事長たち党幹部（当時）から「一体何をやる気だ！」と警戒ないし注目され始める」[1][2]。
- 安倍晋三とも関係が深く、安倍総裁が誕生すると、第1次安倍内閣のもとで塩崎が内閣官房長官、根本が内閣総理大臣補佐官（経済財政担当）、渡辺が内閣府副大臣、石原は党三役の政調会長に重用され「チーム安倍」とも呼ばれ、逆に「お友達内閣」と揶揄されることにもなった。
- 民主党から政権奪回し、第2次安倍内閣が発足すると塩崎は厚生労働大臣、根本が復興大臣と厚生労働大臣、石原が環境大臣と経済再生担当大臣に起用され、離党後にみんなの党を結党した渡辺を除く全員が再び安倍政権のチームとして復活した。

## 著書
- 石原伸晃、根本匠、塩崎恭久、渡辺喜美『日本起死回生トータルプラン』光文社、2001年6月。ISBN 4-334-97303-5